# 光度比 (流星)
光度比（こうどひ、population index）は、流星群の規模を評価する時に使う指数で、流星の明るさの分布を表す。流星の明るさの分布で､流星群の中で１番暗い流星の数が、どの様に推移しているかで決まる。
流星群を起こす隕石群の大きさは分布をもっていて、大気圏(酸素や二酸化炭素がある領域)に入る隕石のサイズが大きければ、より明るい流星となる。光度比はこの関係を数値化するものである。流星群の規模を評価する天頂出現数（天頂1時間流星数：ZHR）は6.5等星まで見える暗夜での流星出現数で表すので、観測条件が異なる時は光度比で補正される。
流星群の光度比は2.0から3.0程度に分布しており、平均値は約2.25である。光度比が小さいほど明るい流星の比率が高い。